# Anglo-catholicisme
 (avril 2011).
Améliorez-le ou discutez des points à vérifier. 
 (avril 2011).
Si vous disposez d'ouvrages ou d'articles de référence ou si vous connaissez des sites web de qualité traitant du thème abordé ici, merci de compléter l'article en donnant les références utiles à sa vérifiabilité et en les liant à la section « Notes et références ».
Le terme d'anglo-catholicisme désigne des personnes, des communautés, des idées et des pratiques qui, tout en existant au sein de l'anglicanisme, insistent sur la continuité avec la tradition catholique. En effet, depuis la Réforme en Angleterre au XVIe siècle, certains anglicans se sont toujours considérés comme étant très proches de la doctrine et des pratiques du catholicisme, à l'intérieur de la composante « High Church » (Haute Église) de l'anglicanisme. Cependant, l'anglo-catholicisme actuel, considéré comme une branche distincte au sein de l'anglicanisme, s'est développé à l'époque victorienne, sous l'influence des idées du Mouvement d'Oxford.

## Histoire
Le mouvement anglo-catholique met l'accent sur la continuité historique entre l'Église d'Angleterre (et les Églises qui en sont dérivées) et les branches orthodoxe et catholique de la chrétienté, à travers la succession apostolique. Aussi, il défend l'importance de l'épiscopat et des sacrements. Selon The Concise Oxford Dictionary of the Christian Church, l'existence d'un tel courant d'idées remonte à l'ère élisabéthaine. Il se développa sous les Stuarts, au XVIIe siècle, puis de nouveau au XIXe siècle grâce au Mouvement d'Oxford, ou tractarianisme. 
En effet, au début du XIXe siècle, différents faits déclenchèrent le doute chez certains ecclésiastiques anglicans, parmi lesquels le déclin de la vie cléricale, et l'essor d'un certain laxisme théologique. En 1833, le projet gouvernemental de supprimer la hiérarchie épiscopale en Irlande provoqua le sermon sur l' « Apostasie nationale » (National Apostasy), prononcé par John Keble, dans l'église de l'Université d'Oxford, généralement considéré comme le point de départ du Mouvement d'Oxford. Le principal objectif des membres du Mouvement était alors de rétablir les principes de la Haute Église anglicane (High Church) : défendre les origines divines de l'Église d’Angleterre, sa place dans la succession apostolique, son autonomie par rapport au pouvoir politique ainsi que le Livre de la prière commune (Book of Common Prayer), considéré comme une « règle de foi ». Dans ce but furent rédigés et publiés les Tracts for the Times, de John Henry Newman.
Les principaux membres du Mouvement d'Oxford étaient John Keble, John Henry Newman et Edward Bouverie Pusey. Rapidement, le Mouvement étendit son influence, mais il fut attaqué par les anglicans latitudinaires, au sein de l'Université comme de l'épiscopat. Peu à peu, une branche en son sein s'orienta vers un retour au catholicisme romain. Suivit un certain nombre de conversions au catholicisme. Mais la majorité des sympathisants demeurèrent au sein de l'Église d'Angleterre, et, malgré l'hostilité de la presse et du gouvernement britannique, le mouvement s'étendit encore. Son influence s'exerça dans la liturgie et le cérémonial sacré, dans la sphère sociale (œuvres charitables), et dans la restauration de la vie religieuse au sein de l'Église d'Angleterre et chez d'autres églises membres de la Communion anglicane.

## Pratiques et croyances
Les anglo-catholiques se signalent essentiellement par leurs pratiques liturgiques. Beaucoup de traits typiquement catholiques se retrouvent dans leur liturgie, comme les vêtements et ornements employés, l'usage de l'encens et des cierges, ainsi que la dévotion à la Vierge Marie. Les pratiques liturgiques anglo-catholiques (parfois dénommées, de manière incorrecte, « ritualisme ») furent à la source de controverses nombreuses au XIXe siècle, notamment en Angleterre, où le Parlement fut même sollicité pour en interdire certaines. 
Mais de nombreuses « innovations » anglo-catholiques (de fait, plutôt des retours à des pratiques antérieures abandonnées) se sont finalement imposées chez la plupart des anglicans « moyens ». 
En outre, le Mouvement liturgique, déclenché par un religieux anglican, Dom Gregory Dix (en) (1901-1952), par son ouvrage The Shape of the Liturgy (1945), influença la simplification et la standardisation liturgique de l'Église catholique après le concile Vatican II, aussi bien que celle opérée dans les communautés luthériennes, ainsi que dans l'Église vieille-catholique, aboutissant à une unification des liturgies chrétiennes d'Occident, à quelques différences près. 
Au sein de l'Église d'Angleterre et chez les autres membres de la Communion anglicane, les pratiques anglo-catholiques se sont généralisées, bien que la théologie anglo-catholique semble décliner. 
En fait, les croyances anglo-catholiques sont l'objet de nombreux débats parmi ceux-là mêmes qui s'y identifient. En matière théologique, comme la plupart des Églises orthodoxes ainsi que les vieux-catholiques et les luthériens, les anglo-catholiques s'accordent en général sur la règle (le "canon") de saint Vincent de Lérins. Cet énoncé justifie le caractère divin de la doctrine catholique et apostolique de l'Église indivise : « Est véritablement catholique ce qui a été cru partout, toujours, et par tous. »
Les Trente-neuf articles fondateurs de l'anglicanisme séparent certains points de la doctrine anglicane du catholicisme. Mais, comme ils sont suffisamment vagues pour laisser une grande marge d'interprétation, les anglo-catholiques affirment leur compatibilité avec les pratiques et croyances catholiques, même s'ils n'apprécient guère le ton même des Articles. 
Ainsi, les prêtres anglo-catholiques, à l'instar des catholiques, considèrent la confession et l'onction des malades comme des sacrements, alors que la plupart des anglicans les considèrent seulement comme des rites sacramentaux optionnels (un aphorisme anglican à propos de la confession privée énonce que : « tous peuvent, personne n'y est obligé, certains devraient »)
Les anglo-catholiques insistent particulièrement sur la croyance au caractère sacramentel de la prêtrise, au caractère sacrificiel de la messe, ainsi qu'en la présence réelle dans l'Eucharistie, afin de contrer certains protestants évangéliques, qui défendent la célébration eucharistique par les laïcs. Certains anglo-catholiques sont favorables au célibat des prêtres, et refusent l'accession des femmes à la prêtrise. Cependant, ces dernières années, beaucoup ont accepté l'ordination de femmes. 
En fait, il est difficile de nos jours de dégager une doctrine anglo-catholique unique.

## Diversité de l'anglo-catholicisme contemporain
Les paroisses anglo-catholiques sont traditionnellement associées aux œuvres charitables en direction des plus pauvres, ainsi qu'à certaines tendances politiques de gauche, au point qu'on a parfois qualifié les anglo-catholiques de « socialistes sacramentels » (sacramental socialists). 
En plusieurs lieux, les paroisses anglo-catholiques ont été amenées à défendre l'ordination sacerdotale de personnes homosexuelles, célibataires ou non. De nombreux anglo-catholiques ont aussi encouragé un certain « libéralisme » religieux, comme l'usage de traductions liturgiques rénovées. Ces thèses libérales sont notamment représentées par le mouvement Affirming Catholicism, dont l'ancien archevêque de Cantorbéry Rowan Williams est un membre éminent.
Mais, à l'opposé, certains anglo-catholiques ont fortement réagi contre ces tendances. L'association Forward in Faith regroupe ainsi des personnes et des communautés opposées à l'ordination des femmes et à l'évolution des doctrines traditionnelles sur l'homosexualité ou les écritures saintes. Sur les questions de mœurs, ces anglo-catholiques se sont rapprochés des évangéliques, alors qu'au XIXe siècle, le mouvement anglo-catholique était né en opposition au protestantisme et à la sécularisation de l'Église d'Angleterre. 
Enfin, la plupart des communautés rassemblées au sein du mouvement conservateur Continuing Anglican Movement (Mouvement anglican continué), en rupture avec la communion anglicane, s'identifient elles-mêmes comme anglo-catholiques. 
La disparité des positions doctrinales a été mise au jour en 1992, à la suite d'une étude sur la plus ou moins grande adhésion des membres du clergé aux éléments essentiels de la foi anglicane (tels que la Résurrection ou la conception virginale du Christ). Un des commanditaires de l'étude, le révérend Robbie Low, de tendance traditionaliste, affirme « Il y a clairement deux églises qui opèrent dans l'Église d'Angleterre : l'église croyante et l'église non croyante, ce qui est scandaleux. ».

## Attitude face à l'Église catholique
Selon l'évêque épiscopalien Clarence Pope, qui fut reçu dans l'Église catholique en 2007, le mouvement anglo-catholique s'est entièrement dilué dans la rectitude politique et n'existe plus en substance aujourd'hui.
Une minorité d'anglo-catholiques se considère comme étant soumise à l'autorité du pape, même si elle n'est pas en pleine communion avec Rome. Beaucoup d'anglo-catholiques de cette tendance espèrent une réunification finale avec l'Église catholique apostolique et romaine. Mais, même des savants très proches de l'Anglicanisme, comme Georges Tavard (1922-2007) - et des affirmations sur leur catholicisme supposément authentique, ont conclu, sur la base des éléments historiques, qu'il avait une rupture éventuelle de catholicité pendant la Réforme protestante en Angleterre. Tavard lui-même l'affirme dans son étude, La Poursuite de la catholicité: étude sur la pensée anglicane (Paris: Éditions du Cerf, 1965; dans la coll. Unam Sanctam, 53), traduction française de son livre, The Quest for Catholicity: the Development of High Church Anglicanism (New York: Herder and Herder, 1964).
En novembre 2009, la publication par le pape Benoît XVI de la constitution apostolique Anglicanorum coetibus, destinée à accueillir et intégrer des institutions et groupes anglicans au sein de l'Église catholique, a été très commentée par certains groupes anglo-catholiques, notamment les membres de Forward in Faith. Ainsi, le président de ce groupe, l'évêque John Broadhurst, se dit très impressionné par la générosité de la proposition papale et souligne que « ce que Rome vient de faire est d'offrir exactement ce que l'Église d'Angleterre nous a refusé ».
Le 8 novembre 2010, ce même évêque, ainsi que quatre autres évêques anglo-catholiques, annoncent leur démission de l'Église d'Angleterre en vue d'entrer en pleine communion avec Rome et de rejoindre le futur ordinariat d'Angleterre et du pays de Galles.